# Alba María Cabello Rodilla
Alba María Cabello Rodilla (Madrid, Espanya 1986) és una nedadora de natació sincronitzada madrilenya, guanyadora de dues medalles olímpiques.

## Biografia
Va néixer el 30 d'abril de 1986 a la ciutat de Madrid.

## Carrera esportiva
Va participar, als 22 anys, en els Jocs Olímpics d'Estiu de 2008 realitzats a Pequín (Xina), on va aconseguir guanyar la medalla de plata en la prova per equips. En els Jocs Olímpics d'Estiu de 2012 celebrats a Londres (Regne Unit) aconseguí guanyar la medalla de bronze en la modalitat d'equips.
Al llarg de la seva carrera ha guanyat cinc medalles en el Campionat del Món de natació, una d'elles d'or, i vuit medalles en el Campionat d'Europa de natació, quatre d'elles d'or.